# Adtranz
ABB Daimler Benz Transportation und ihr Nachfolger DaimlerChrysler Rail Systems waren Bahntechnik-Firmen, die unter dem Markennamen Adtranz bekannt waren. ABB Daimler Benz Transportation entstand 1996 durch den Zusammenschluss der Verkehrstechnik-Sparten von ABB und Daimler-Benz. Nach dem vollständigen Rückzug von ABB wurde die Firma 1999 zu DaimlerChrysler Rail Systems umbenannt und schließlich 2001 an Bombardier verkauft. Deren Sparte Bombardier Transportation wurde 2021 von Alstom übernommen.

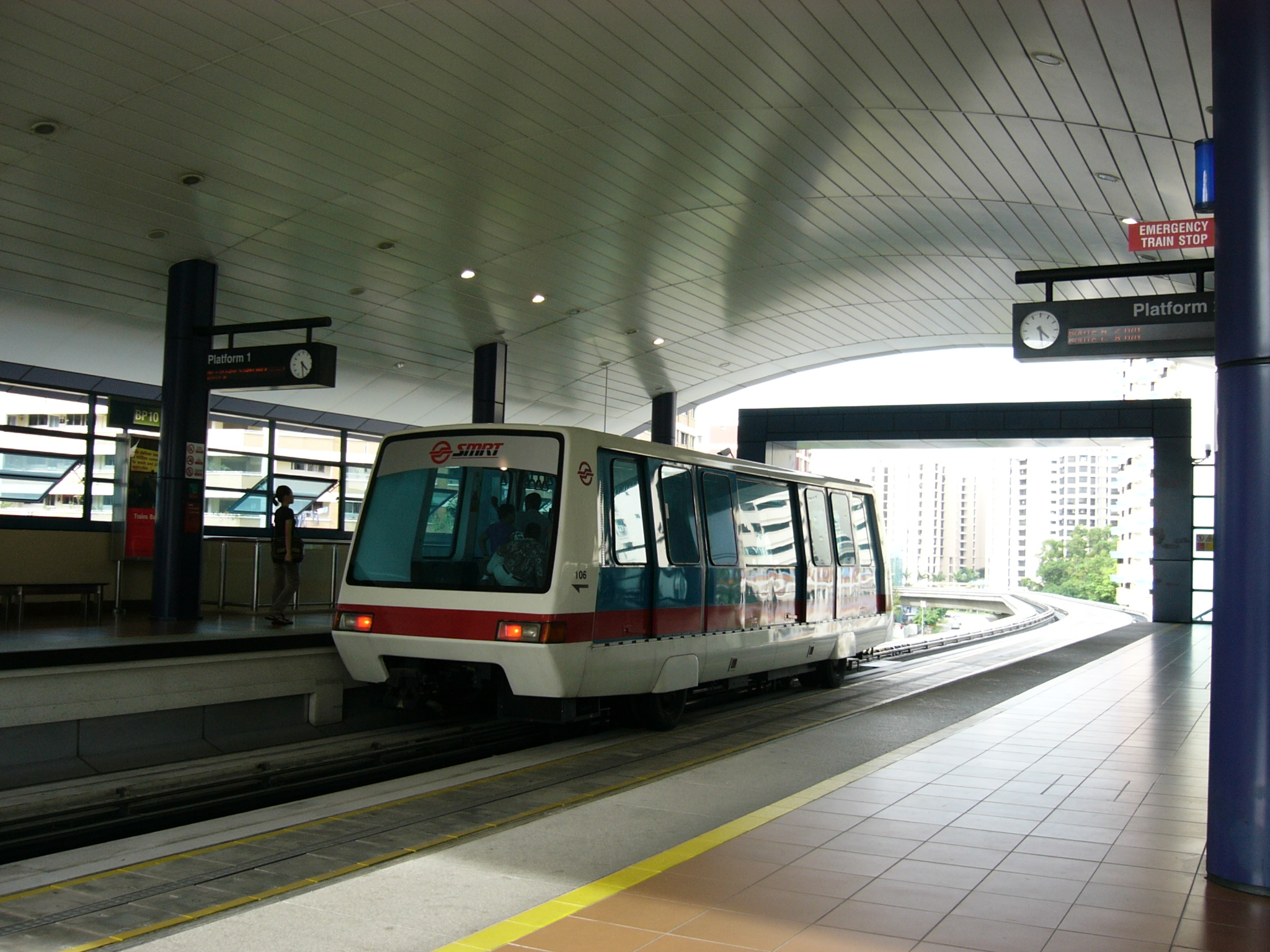
Adtranz Peoplemover CX-100 (Bukit Panjang LRT, Singapur)

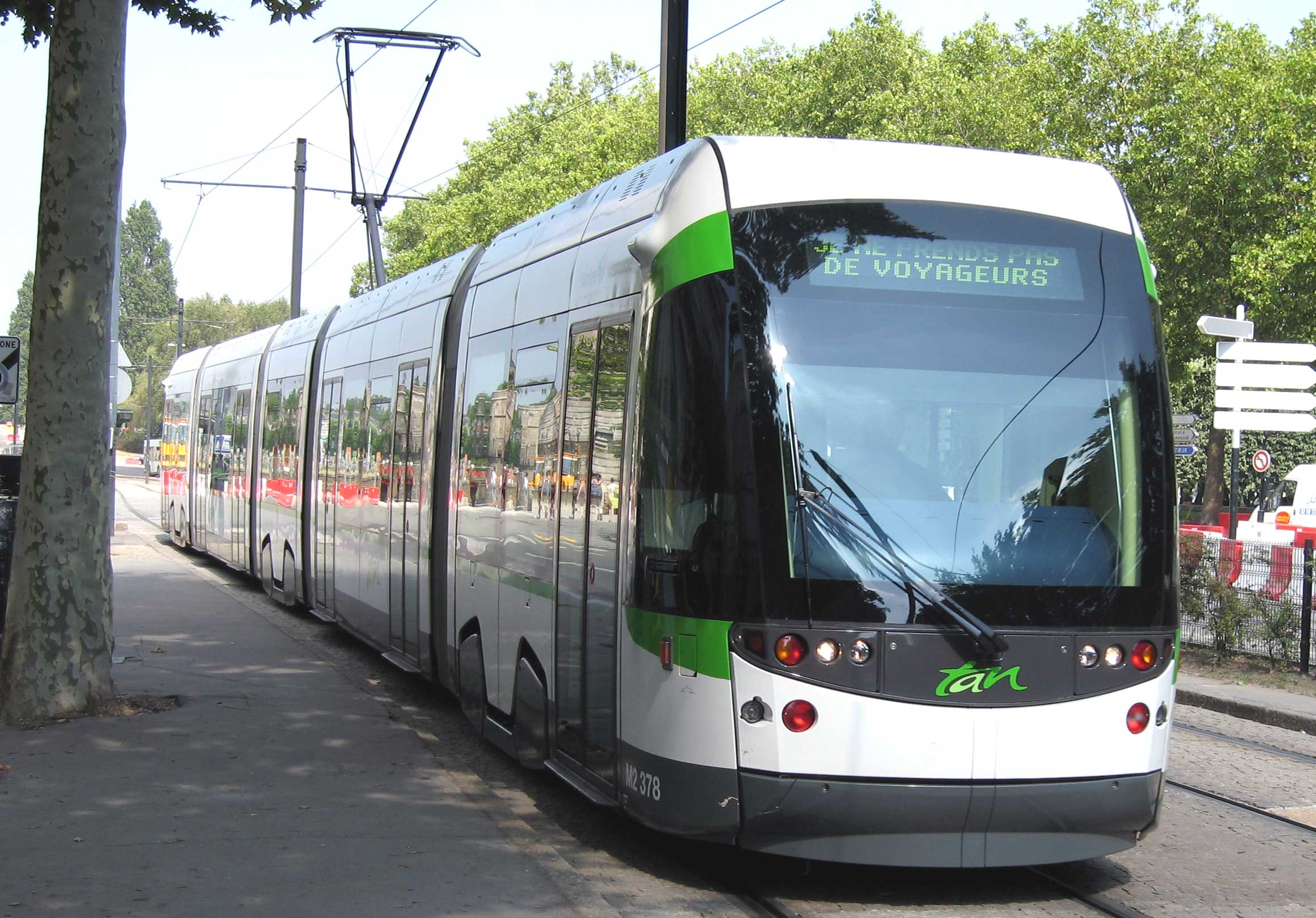
Adtranz Straßenbahnwagen Incentro (Nantes)

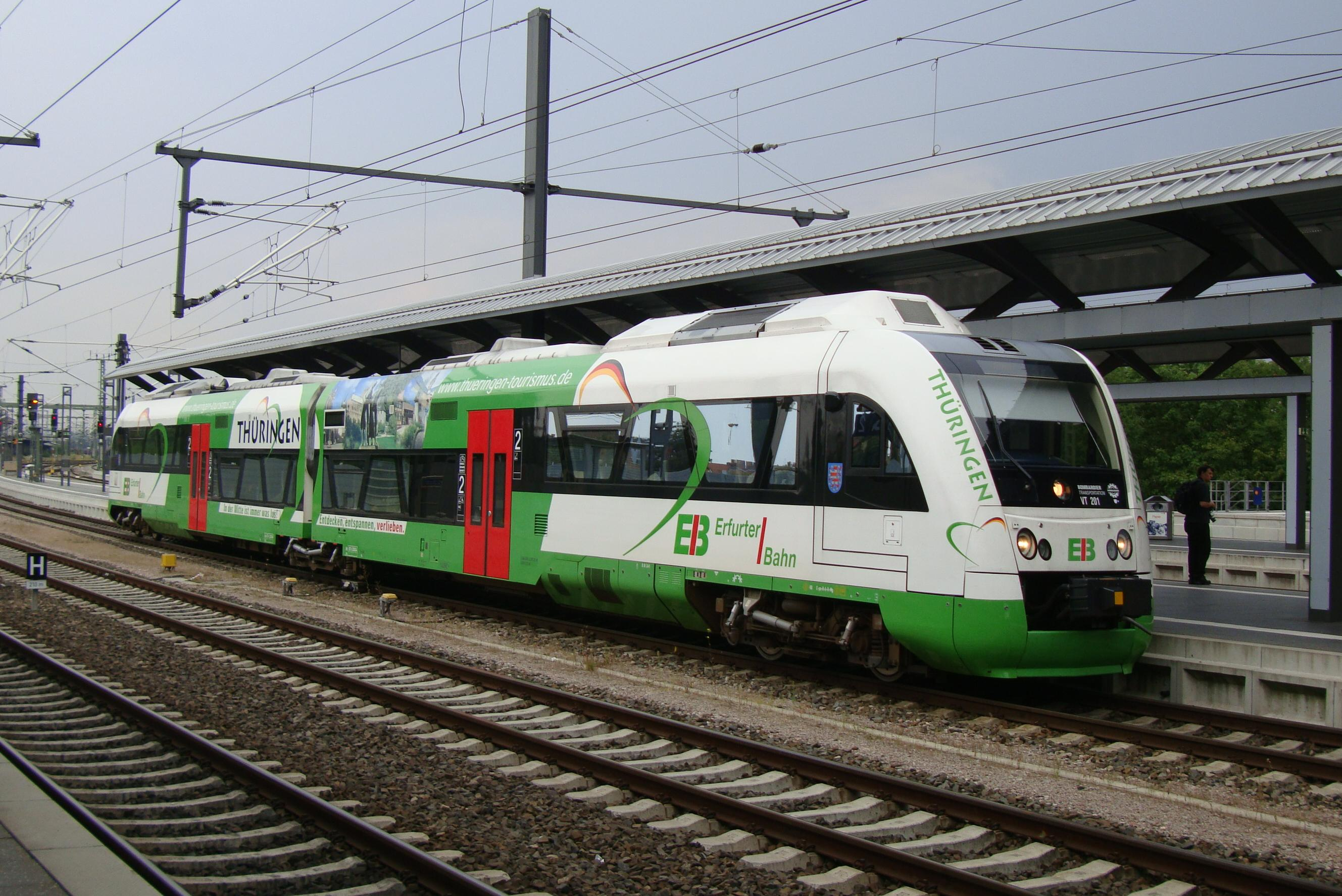
Adtranz Regionalverkehrszug Itino (Erfurter Bahn)

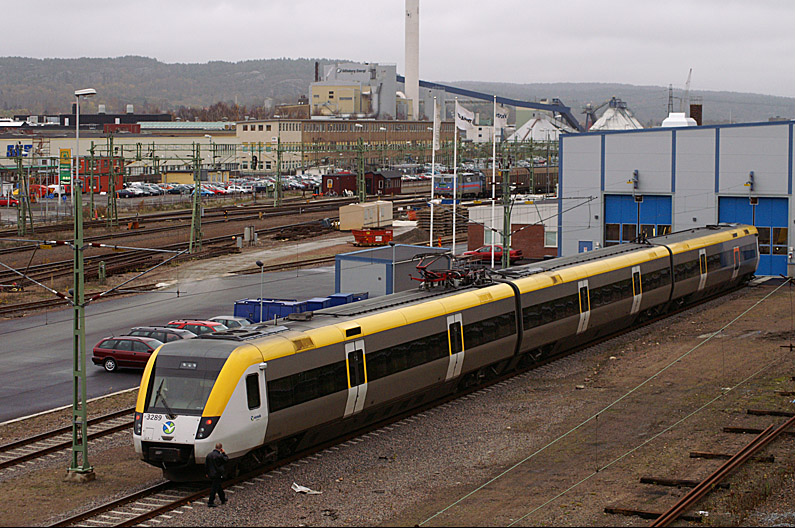
Adtranz Fernverkehrszug Crusaris (Regina, Schweden)

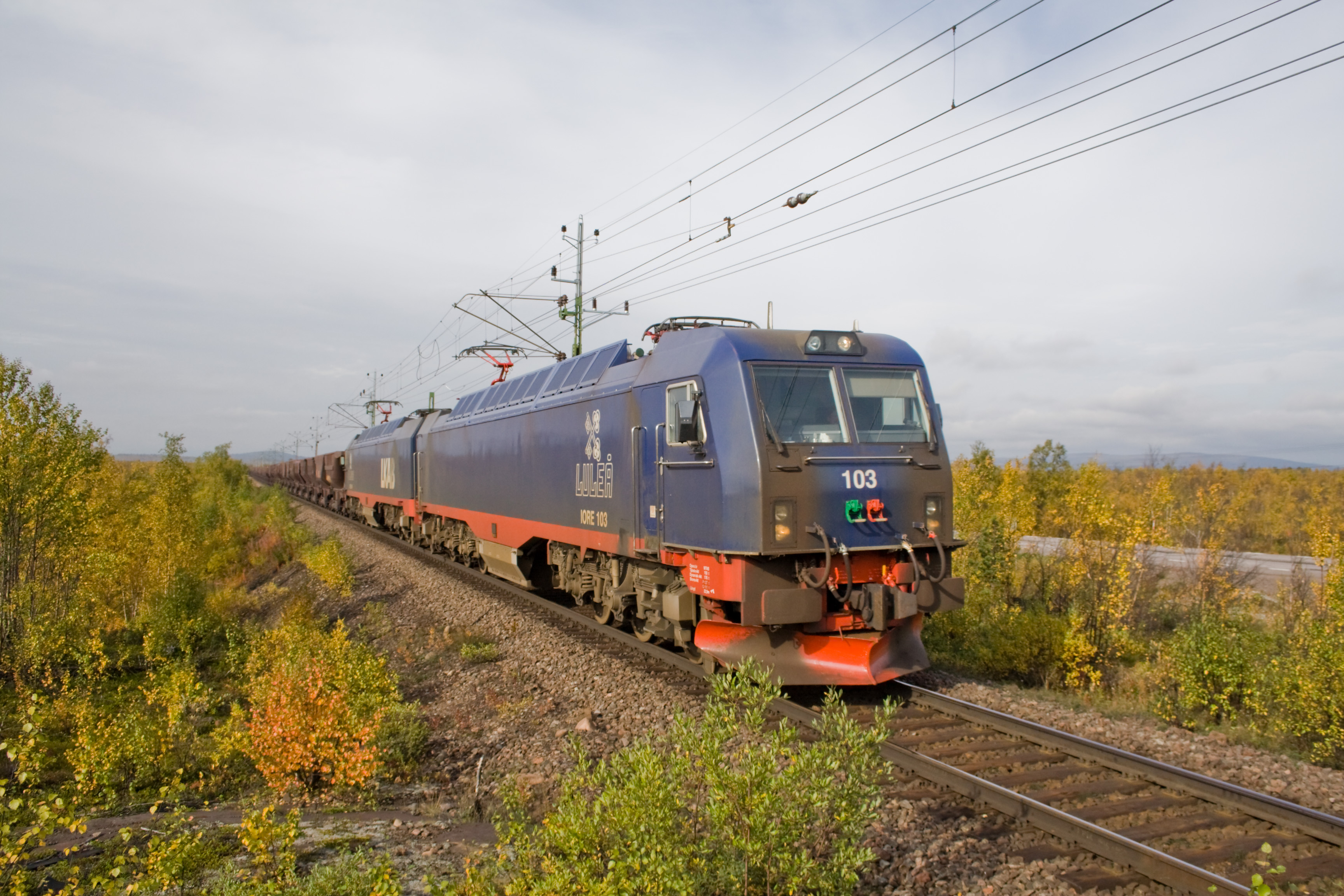
Adtranz Elektrolokomotive Octeon (MTAB IORE, Schweden)

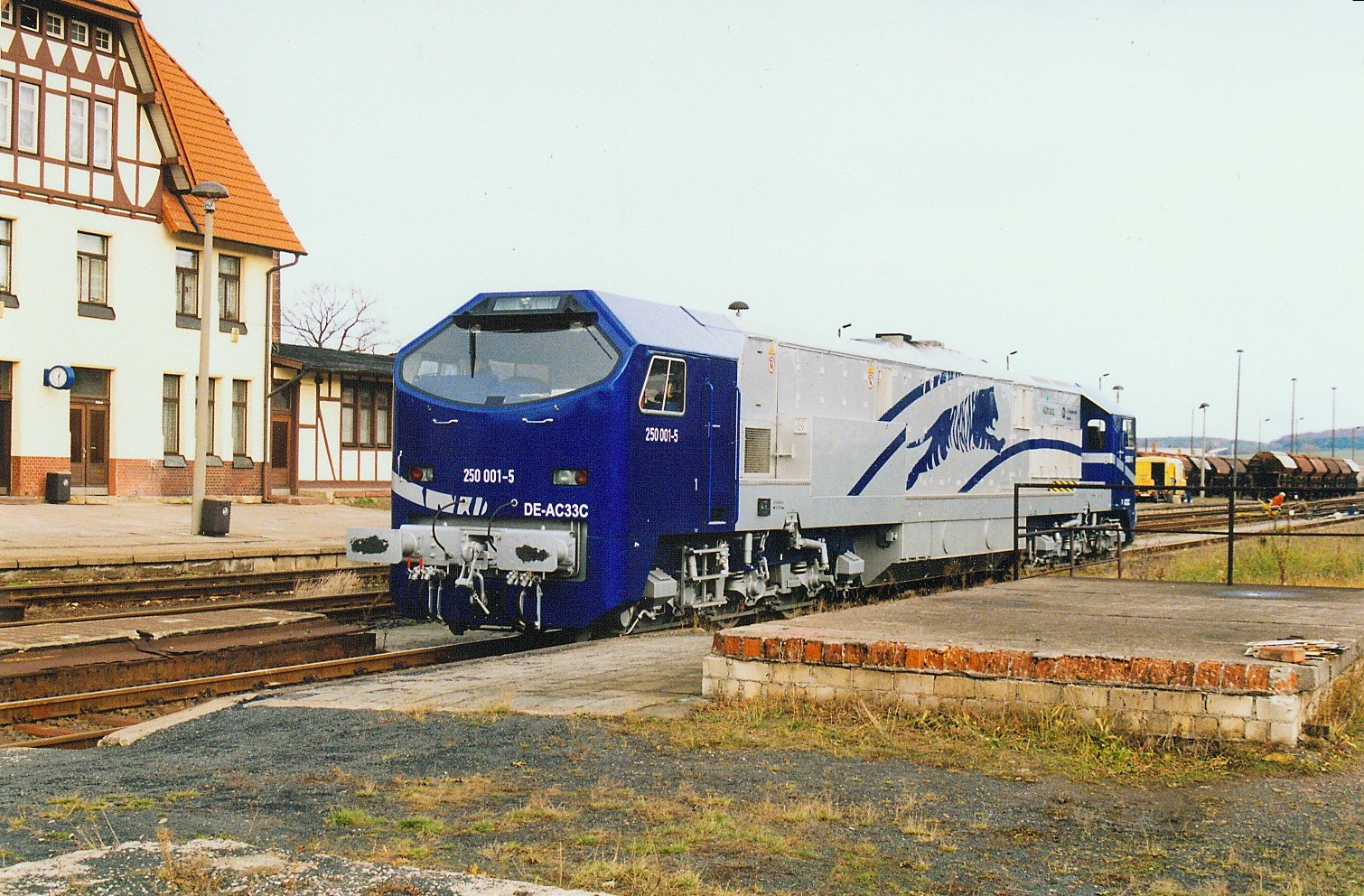
Adtranz Diesellokomotive Blue Tiger (Prototyp)

## Geschichte

### Vorgänger
Die Geschichte von ABB Daimler Benz Transportation ist eng mit der Konzentration der Bahntechnik-Industrie in Europa verbunden:
ABB Verkehrssysteme wurde 1990 aus der Verkehrstechnik-Sparte von ABB gegründet, die 1988 aus der Fusion der schwedischen Allmänna Svenska Elektriska Aktiebolaget (ASEA) und der schweizerischen Brown, Boveri & Cie. (BBC) hervorging und auch den Bahnbau von Henschel übernommen hatte. BBC hatte bereits 1967 die Maschinenfabrik Oerlikon (MFO) übernommen.
Die Verkehrstechniksparten der seit 1985 Daimler-Benz gehörenden AEG Aktiengesellschaft hießen AEG Schienenfahrzeuge, zuletzt mit Sitz in Hennigsdorf bei Berlin, und AEG Bahnfahrwegsysteme. Die AEG Schienenfahrzeuge ging 1992 aus der Zusammenlegung der ehemals westdeutschen AEG Westinghouse Transport-Systeme mit der nach dem Zweiten Weltkrieg durch die sowjetische Besatzung von AEG enteigneten LEW Hennigsdorf hervor. Die AEG Bahnfahrwegsysteme war eine 1994 aus den Bereichen Bahnstromversorgung und Bahnleitungen der AEG Aktiengesellschaft gegründete Gesellschaft.

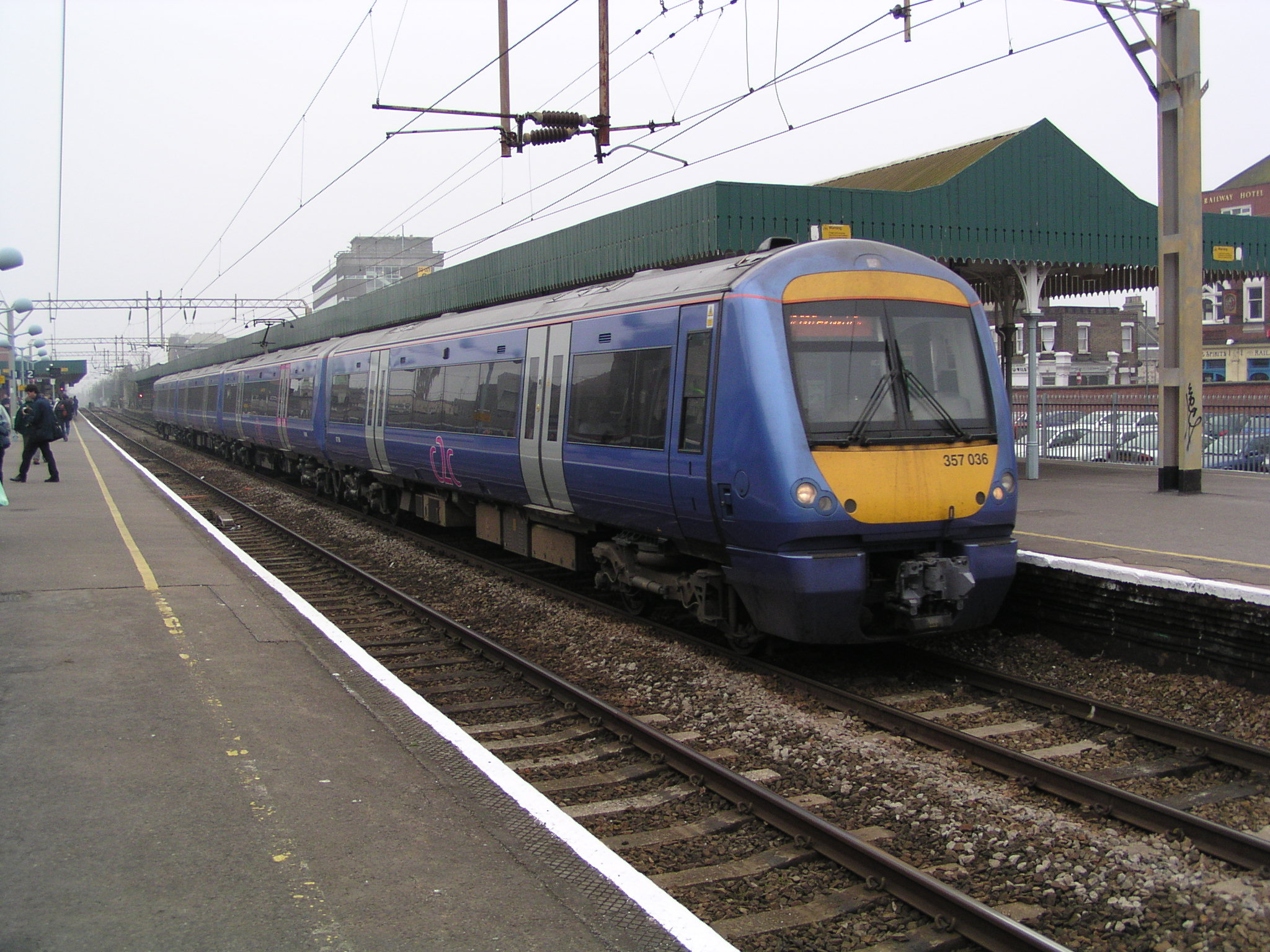
Adtranz Baureihe 357 Electrostar bei Southend Central (London)

Die AEG Westinghouse Transport-Systeme bestand aus der Bahntechniksparte der AEG Aktiengesellschaft, die 1988 mit derjenigen von Westinghouse zur AEG Westinghouse Transport-Systeme fusionierte. AEG Westinghouse Transport-Systeme verfügte über das von AEG eingebrachte Werk im damaligen West-Berlin an der Nonnendammallee, wo elektrische Ausrüstungen für Schienenfahrzeuge gebaut wurden und auch die M-Bahn entwickelt wurde. Westinghouse war hauptsächlich im Bereich der Peoplemover tätig. AEG Westinghouse Transport-Systeme übernahm 1990 die unter MAN Gutehoffnungshütte Schienenverkehrstechnik firmierende Sparte von MAN und 1993 den Einschienenbahnbereich der schweizerischen von Roll.

### ABB Daimler Benz Transportation
Der Zusammenschluss von ABB Verkehrssysteme und der Verkehrstechniksparten von Daimler-Benz, die immer noch unter AEG firmierten, wurde 1995 vereinbart und am 1. Januar 1996 vollzogen. Die Aktien von ABB Daimler Benz Transportation gehörten zu gleichen Teilen den Gründungsunternehmen. Mit 22.000 Beschäftigten in 40 Ländern wurde ABB Daimler Benz Transportation zum weltgrößten Anbieter von Schienenverkehrstechnik. Die Europäische Union stimmte dem Firmenzusammenschluss nur zu unter der Bedingung, dass AEG die Firma Kiepe (heute Vossloh Aktiengesellschaft) verkauft, die elektrische Ausrüstungen für leichte Schienenfahrzeuge und O-Busse herstellte.
1996 übernahm ABB Daimler Benz Transportation den Softwarebereich von der Ingenieurgesellschaft für Verkehrsplanung und Verkehrssicherung (IVV) in Braunschweig, der später Adtranz Signal genannt wurde.
1998 bildete Adtranz mit Thyssenkrupp und Siemens die Transrapid International GmbH & Co. KG, welche die Entwicklung und Vermarktung der Magnetschwebebahn Transrapid übernahm.
Rolf Eckrodt übernahm 1998 den Vorsitz von ABB Daimler Benz Transportation, die noch im gleichen Jahr sieben Produktreihen vorstellte, mit denen die Produktionskosten für Schienenfahrzeuge gesenkt werden sollen. Es sind dies
- Innovia: Peoplemover
- Incentro: Straßenbahn-Fahrzeuge in Niederflurtechnik
- Movia: U-Bahn- und S-Bahn-Fahrzeuge
- Itino: Dieseltriebzüge für den Regionalverkehr
- Crusaris: Triebzüge für den Fernverkehr
- Octeon: Elektrolokomotiven
- Blue Tiger: Diesellokomotiven mit Dieselmotoren und elektrischer Ausrüstung von General Electric[5]

Im November 1999 kündigte das Unternehmen an, die Produktion in seinen beiden Schweizer Werken (in Pratteln und Zürich Oerlikon) zu beenden. Nach öffentlichen Protesten wurde ein Teil der Mitarbeiter in die 2001 neu gegründete Nachfolgegesellschaft Railcor übernommen.

### DaimlerChrysler Rail Systems
Durch den vollständigen Rückzug von ABB aus der Verkehrstechnik-Branche wurde aus ABB Daimler Benz Transportation am 1. Juli 1999 DaimlerChrysler Rail Systems, die eine 100-%-Tochter von DaimlerChrysler war.

### Verkauf an Bombardier
Am 4. August 2000 gab DaimlerChrysler die Absicht bekannt, den Adtranz-Konzern an das kanadische Unternehmen Bombardier Transportation zu verkaufen. Die Übernahme wurde am 3. April 2001 durch die Europäische Kommission unter Auflagen genehmigt und im gleichen Jahr vollzogen, davon ausgenommen blieben der Standort Berlin-Pankow, der von Stadler Rail vollständig (davor 50-%-Joint-Venture) übernommen wurde sowie der Geschäftsbereich Fixed Installations (Bahnenergieversorgungsanlagen), der von der Balfour Beatty plc gekauft wurde und seitdem als Balfour Beatty Rail GmbH als eigenständiger Bereich innerhalb der Balfour-Beatty-Rail-Gruppe agiert.
Mitte Dezember 2000 wurde die Niederlassung in Donauwörth geschlossen. Zuletzt arbeiteten dort noch 41 Beschäftigte. Der Standort war 54 Jahre zuvor als Waggon- und Maschinenbau GmbH Donauwörth (WMD) aufgebaut worden. Später ging das Unternehmen an Messerschmitt-Bölkow-Blohm (MBB) über. Bereits 1991 war der Schienenfahrzeugbau eingestellt worden, die Konstruktionsabteilung blieb zunächst erhalten.
In der ersten Jahreshälfte 2001 endete mit 423/433 084 die Fertigung im Adtranz-Werk Nürnberg.
Im Jahr 2021 wurde Bombardier Transportation wiederum von Alstom übernommen, so dass die restlichen Teile des ehemaligen Adtranz-Konzerns nun dort angesiedelt sind.

## Marke

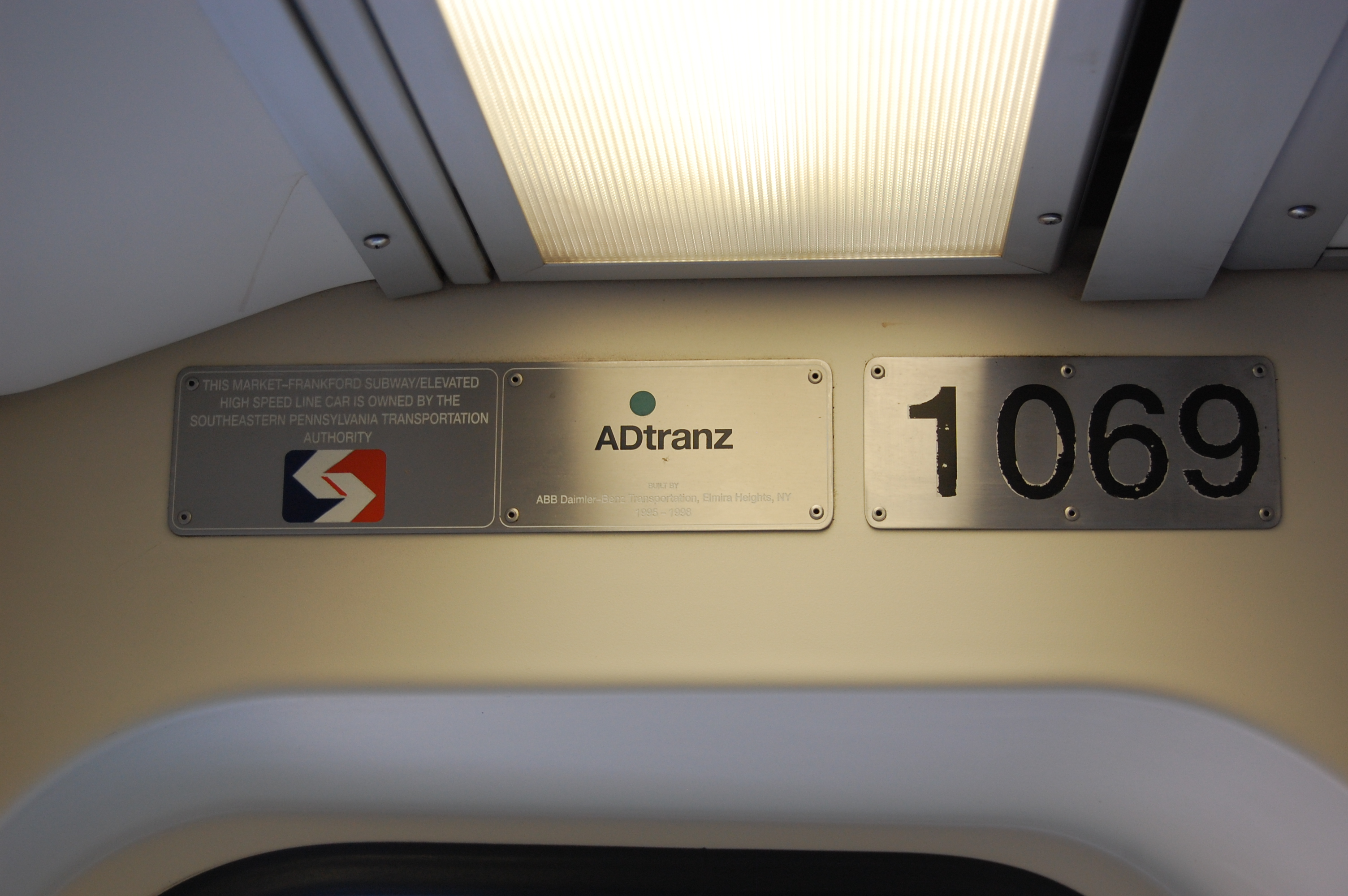
Firmenschilder in einem SEPTA-Wagen. In der Mitte ist das Logo von Adtranz zu erkennen.

ABB Daimler Benz Transportation nutzte als Teil der Corporate Identity die von Landor Associates entwickelte Wortmarke
Adtranz, die sowohl die Anfangsbuchstaben A und D der beiden Gründungsunternehmen sowie auch mit A und z einen Hinweis auf das Angebot von Komplettlösungen enthielt. In ihren öffentlichen Auftritten haben die Firmen die Marke mit den Firmennamen gleichgestellt.
Die Marke wird nach journalistischer Schreibung Adtranz mit kleinem d geschrieben, weil die Abkürzung mehr als vier Buchstaben hat, die offizielle Schreibweise war aber ADtranz mit großem D. Neben ADtranz war auch der Slogan ADtranz – we speak railways eine eingetragene Wortmarke. Die Rechte am Slogan wurden 2007, an Adtranz 2008 gelöscht.

## Liste der früheren Einzelfirmen

### Verkehrstechniksparte ABB
- ABB Verkehrssysteme mit den folgenden Vorgängerfirmen:
  - Allmänna Svenska Elektriska Aktiebolaget (ASEA), Schweden
  - Brown, Boveri & Cie. (BBC), Baden
  - Maschinenfabrik Oerlikon (MFO), Zürich Oerlikon
  - Henschel AG, Kassel, gehörte zeitweilig Rheinstahl AG dann August Thyssen Hütte AG
  - Waggon Union, Berlin und Netphen

### Verkehrstechniksparte AEG
- AEG Bahnfahrwegsysteme GmbH
- AEG Schienenfahrzeuge GmbH Hennigsdorf mit den folgenden Vorgängerfirmen:
  - LEW Hennigsdorf, Hennigsdorf
  - Bahntechnikbereich AEG Westinghouse Transport-Systeme, Berlin und Pittsburgh
  - MAN Gutehoffnungshütte Schienenverkehrstechnik, Nürnberg
  - von Roll Einschienenbahnen

### ABB Daimler Benz Transportation
Von ABB Daimler Benz Transportation übernommene Firmen:
- Softwarebereich von Ingenieurgesellschaft für Verkehrsplanung und Verkehrssicherung (IVV), Braunschweig (1996)
- Schindler Waggon AG (SWG/SWP), Pratteln (1997)[14]
- Pafawag, Wrocław (1997)
- Schweizerische Lokomotiv- und Maschinenfabrik (SLM), Winterthur (1998)